# Bart Gordon
Barton Jennings Gordon, detto Bart (Murfreesboro, 24 gennaio 1949), è un politico e avvocato statunitense, membro della Camera dei Rappresentanti per lo stato del Tennessee dal 1985 al 2011.

## Biografia
Nato e cresciuto a Murfreesboro, Gordon studiò legge all'Università del Tennessee e divenne avvocato. Poco dopo si impegnò politicamente e fu anche direttore esecutivo del Partito Democratico del Tennessee.
Nel 1984 il deputato Al Gore lasciò la Camera per cercare l'elezione al Senato e così Gordon si candidò per il seggio lasciato vacante. Riuscì ad essere eletto senza problemi e negli anni successivi la sua ideologia moderata gli consentì di essere riconfermato dagli elettori che lo preferirono agli avversari repubblicani.
Nel 2010 annunciò la sua volontà di ritirarsi dalla scena politica dopo ventisei anni al Congresso e in seguito è tornato a svolgere la professione di avvocato.